# ۶۳۶ (میلادی)
۶۳۶ (میلادی) ششصد و سی و ششمین سال تقویم میلادی است.

## درگذشتگان
‎